# Атлети Азури д'Италия
Атлети Азури д'Италия (на италиански: Atleti Azzurri d'Italia) е стадион в Бергамо, Италия, използван от отборите на Аталанта и Албинолефе
Футболното поле е с размери 120 м дължина и 70 м ширина. Първоначално стадионът се е казвал Марио Брумана кръстен на местен фашист, но през 1945 е прекръстен и носи сегашното си име.
Съоръжението е морално остаряло и трудно покрива стандартите на Серия А, поради остарялата си инфраструктура, лошата видимост от голям брой от местата и липсата на покрити трибуни. В последните десетилетия се обсъждат множество проекти за обновяването на стадиона или построяването на изцяло нов, но решение за промяна не е взето.